# Бандит Бастер (фільм, 1926)
«Бандит Бастер» (англ. The Bandit Buster) — американський вестерн режисера Річарда Торпа 1926 року.

## У ролях
- Бадді Рузвельт — Бадді Міллер
- Моллі Мелоун — Сільвія Мортон
- Лейф МакКі — Генрі Мортон
- Вініфред Лендіс — місіс Моран
- Роберт Гоманс — Ромео
- Слім Вайтакер — Стів
- Аль Тейлор — портьє
- Том Бей